# Gouverneur de la province de Luxembourg
Ne doit pas être confondu avec la liste des gouverneurs du Luxembourg, administrant le Grand-duché de Luxembourg (1815-1890).
Le gouverneur de la province de Luxembourg ou gouverneur du Luxembourg belge est le commissaire des gouvernements régionaux, communautaires et fédéraux dans la province de Luxembourg, portant le titre de gouverneur et nommé par le roi des Belges.
Il assiste aux séances du conseil provincial devant lequel il peut prendre la parole. Il officie depuis le palais provincial d'Arlon, le chef-lieu de la province de Luxembourg.

## Histoire

### Contexte
A la fin du premier empire français qui avait annexé la région depuis 1794, le congrès de Vienne avait érigé l'ancien duché de Luxembourg au titre de grand-duché et l'avait octroyé comme territoire privé à Guillaume Ier d'Orange-Nassau, premier grand-duc de Luxembourg. Celui-ci avait également été désigné roi du nouvel état « tampon » fraîchement créé entre la France et la Prusse : le royaume uni des Pays-Bas. Guillaume Ier désigna Luxembourg-ville comme chef-lieu de son grand-duché, qu'il considérait comme la dix-huitième province de son royaume en le faisant administrer par un gouverneur, dont le premier fut Franz Edmund Josef von Schmitz-Grollenburg, avant que Jean-Georges Willmar ne lui succède en 1815.
En 1830 éclate la révolution belge : les huit « provinces du sud » font sécession du royaume et déclarent l'indépendance de la Belgique dès le 4 octobre 1830. Les luxembourgeois se joignent aux insurgés belges, tant sur le plan politique que militaire, avec l’envoi d'un corps franc luxembourgeois à Bruxelles et en Flandre afin de participer à la guerre belgo-néerlandaise contre l'armée du Royaume uni des Pays-Bas. Le 16 octobre, le gouvernement provisoire de Belgique déclare unilatéralement l'annexion de l’entièreté du grand-duché de Luxembourg, qui ne disposait alors plus d'une continuité territoriale avec les Pays-Bas du roi grand-duc Guillaume. Toutefois, la présence d'une garnison de l'armée prussienne dans la forteresse de Luxembourg en vertu de l'appartenance du grand-duché à la confédération germanique, empêchait le contrôle total du territoire : un réduit territorial d'un rayon de quatre lieues autour du glacis de la forteresse demeurait sous contrôle des orangistes et du gouverneur du Luxembourg. Ce rayon fut ensuite réduit à deux lieues par la convention militaire belgo-luxembourgeoise de 1831.

### La «question du Luxembourg» (1830 - 1839)
La question de l’appartenance du Grand-duché de Luxembourg à la jeune Belgique ou à la maison d'Orange-Nassau fut parmi les sujets débattus par les grandes puissances européennes réunies dès 1830 lors de la conférence de Londres, afin de statuer sur les suites à donner à la révolution belge. A l’issue de celle-ci, un premier traité fut signé le 26 juin 1831 : le traité des XVIII articles. Celui-ci envisageait un rachat du grand-duché par la Belgique en l’intégrant d'ores-et-déjà à ses frontières, tout en précisant que cette question devait faire l'objet de négociations séparées entre le futur roi des Belges, celui des Pays-Bas et la confédération germanique, dont le Grand-duché était un état membre. En effet, l'article 3 stipule que :

« Les cinq puissances emploieront leurs bons offices pour que le statu quo dans le grand-duché de Luxembourg soit maintenu pendant le cours de la négociation séparée que le souverain de la Belgique ouvrira avec le roi des Pays-Bas et avec la Confédération germanique, au sujet dudit grand-duché, négociation distincte de la question des limites entre la Hollande et la Belgique. »

Toutefois, le traité international ne fut jamais ratifié par Guillaume Ier qui refusait l'idée de séparer son royaume et de perdre ses terres luxembourgeoises. La guerre belgo-néerlandaise reprit après la prestation de serment du premier rois des Belges, Léopold Ier, le 21 juillet 1831, avec le déclenchement de la campagne des Dix-Jours. Celle-ci s'acheva, par une défaite néerlandaise uniquement due à l'intervention militaire française, ce qui décrédibilisa la Belgique et mena à la signature d'un nouveau traité, le 15 novembre 1831 : le traité des XXVII articles. Celui-ci acte définitivement la séparation de la Belgique et de ce qui deviennent alors les Pays-Bas actuels, mais en étant bien moins généreux pour les belges, rendant plusieurs territoires aux néerlandais. Parmi ceux-ci, le traité dispose de la scission du Grand-duché de Luxembourg en définissant la frontière entre la Belgique et le Luxembourg, sur base de critères linguistiques, la Belgique devant rendre à Guillaume Ier la partie de langues germaniques du Luxembourg, à l'exception notable du Pays d'Arlon. 
Comme le précédent, ce nouveau traité ne fut pas non plus ratifié par Guillaume Ier, qui considérait toujours la Belgique comme étant non-viable et espérait récupérer son royaume et son grand-duché intacts. Les conflits s'achevèrent après la signature de la Convention de Zonhoven, le 18 novembre 1833 mais la situation du Luxembourg restait floue. En vue d'administrer le Grand-duché, le gouvernement belge créa alors des services provinciaux et nomma un premier gouverneur du « Luxembourg belge » : Jean-Baptiste Thorn. Cependant, la question de l'avenir du territoire demeurant en suspens, « l'ancien » gouverneur du Luxembourg, Jean-Georges Willmar, qui-plus-est fervent « orangiste », ne céda pas ses fonctions qu'il exerçait toujours depuis Luxembourg-ville, capitale du Luxembourg. Là, se trouvait l’imposante forteresse de Luxembourg dans laquelle résidait encore une garnison conjointe des armées néerlandaises et prussiennes, soutenue par la confédération germanique. Cette situation, la « question du Luxembourg », engendra le choix d'Arlon comme chef-lieu, tout du moins provisoire, du Luxembourg belge, en attendant que la situation soit clarifiée. Le nouvel organe nommé « Conseil provincial » et ses différents services furent alors logés dans la Maison Thyes, une imposante bâtisse située rue des Carmes.
Le 17 avril 1832, le gouverneur « belge », Jean-Baptiste Thorn, fut arrêté et incarcéré à Luxembourg par les troupes orangistes pour le motif d'avoir « contribué au renversement du Gouvernement établi par la loi fondamentale du Royaume uni des Pays-Bas et du Grand-duché de Luxembourg. » Cette arrestation fut officialisée par le gouverneur « néerlandais » du Luxembourg, Frédéric-Guillaume de Goedecke, dans un arrêté adressé au bourgmestre de Luxembourg et au commandant de la gendarmerie grand-ducale. Il fut détenu jusqu'au 23 novembre, date à laquelle il fut échangé contre Antoine Pescatore, député luxembourgeois à la Seconde Chambre des États généraux de La Haye, qui avait lui-même été capturé  et incarcéré à Namur par des forces pro-belges à la demande d'Édouard d'Huart, alors commissaire du district de Diekirch.
En 1834, Jean-Baptiste Thorn est nommé gouverneur de la province de Hainaut et Victorin de Steenhault est choisi pour lui succéder comme gouverneur du Luxembourg belge.

### Scission du Grand-duché de Luxembourg et création officielle de la province
Il fallut attendre le 14 mars 1838 pour que Guillaume Ier ne reconnaisse officiellement l'indépendance de la Belgique et engage les négociations en vue d'en acter les nouvelles modalités. Cela se fit par un troisième traité, le traité des XXIV articles, signé le 19 avril 1839. Ce-dernier règle, entre autres, l'épineuse question du Luxembourg, qui est alors scindé tel que prévu huit ans plus tôt par le traité des XXVII articles. Luxembourg-ville faisant alors partie des territoires rendus au Grand-duc de Luxembourg, Arlon fut confirmée comme chef-lieu par la loi du 6 juin 1839 à propos de la circonscription judiciaire du Luxembourg. En 1845 commencent les travaux d'édification du palais provincial, situé sur la place Léopold. Il sera inauguré en 1849.
Les gouverneurs deviennent des représentants de l'État belge, nommés par le gouvernement et par le Roi. Le premier gouverneur de ce qui est alors officiellement la neuvième province de Belgique, la province de Luxembourg, est Victorin de Steenhault, alors en fonction depuis 1836.

### Période moderne

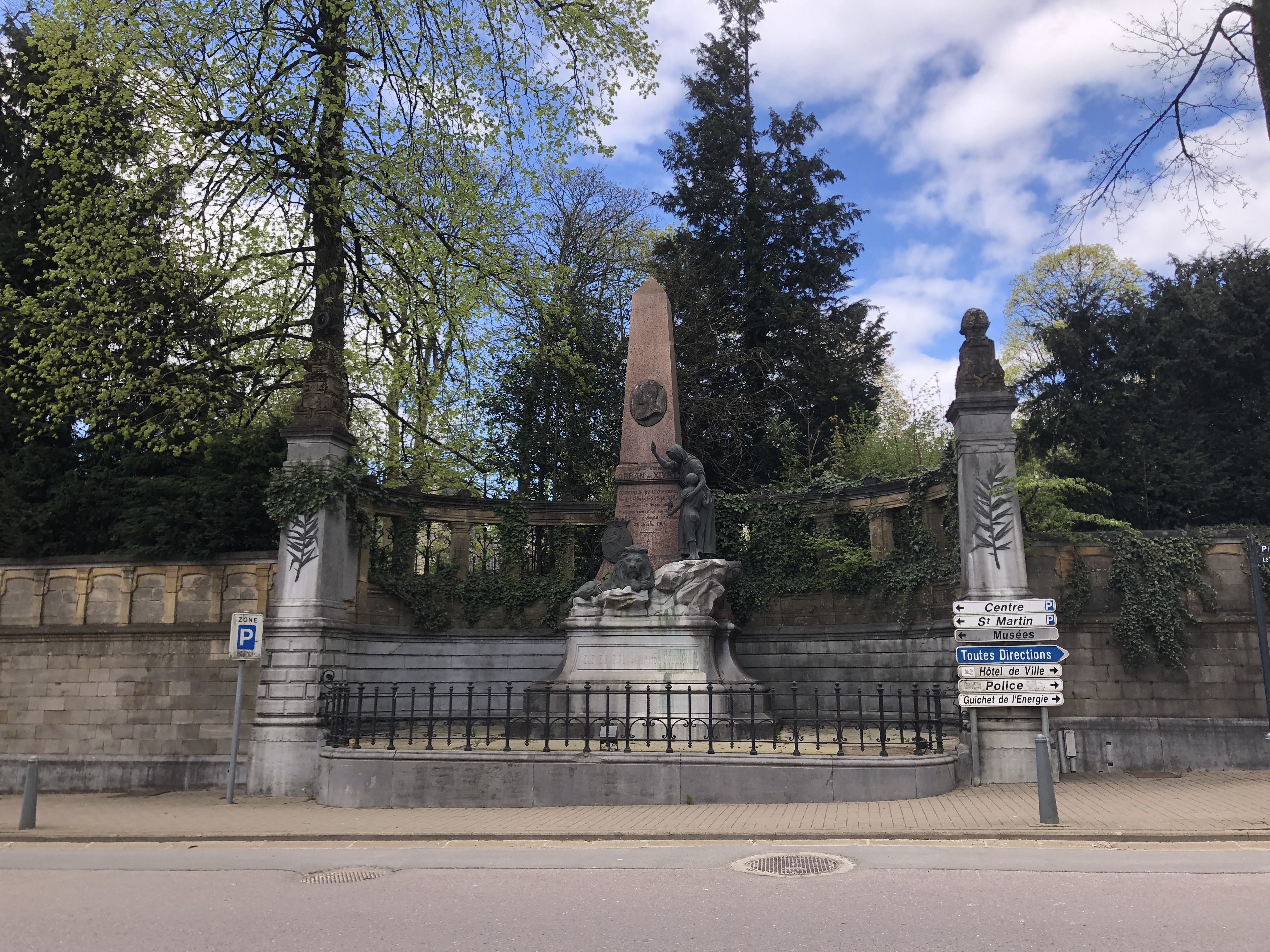
Le monument en hommage à Édouard Orban de Xivry, assassiné dans l’exercice de ses fonctions au palais provincial d'Arlon le 26 janvier 1901.

Le 26 janvier 1901, le gouverneur Édouard Orban de Xivry est assassiné dans son bureau du palais provincial d'Arlon, d'une balle dans la poitrine tirée par Jean Schneider, un employé du palais qui retourne ensuite l'arme contre lui et se suicide. C'est encore à l'heure actuelle le seul gouverneur belge assassiné dans l'exercice de ses fonctions.

## Nomination
Le gouverneur est nommé par le roi des Belges sur proposition du gouvernement fédéral. Le processus de nomination comprend généralement une sélection basée sur des critères tels que l'expérience administrative, la compétence professionnelle et la connaissance de la région concernée. Une fois choisi, le gouverneur est officiellement nommé par le Roi et prend ses fonctions dans la province désignée.

## Rôle
Le gouverneur du Luxembourg est le représentant de l'État belge dans la province du Luxembourg. Son rôle principal est de veiller à ce que les lois et les décrets nationaux et régionaux soient appliqués dans la province. Il est également chargé de coordonner les activités des différentes administrations provinciales et locales, ainsi que de représenter l'État lors d'événements officiel. Le gouverneur joue un rôle important dans la gestion des situations d'urgence et de crise, telles que les catastrophes naturelles ou les situations de sécurité publique. En tant que tel, le gouverneur exerce des fonctions à la fois administratives et représentatives dans la province.

## Pouvoirs du gouverneur

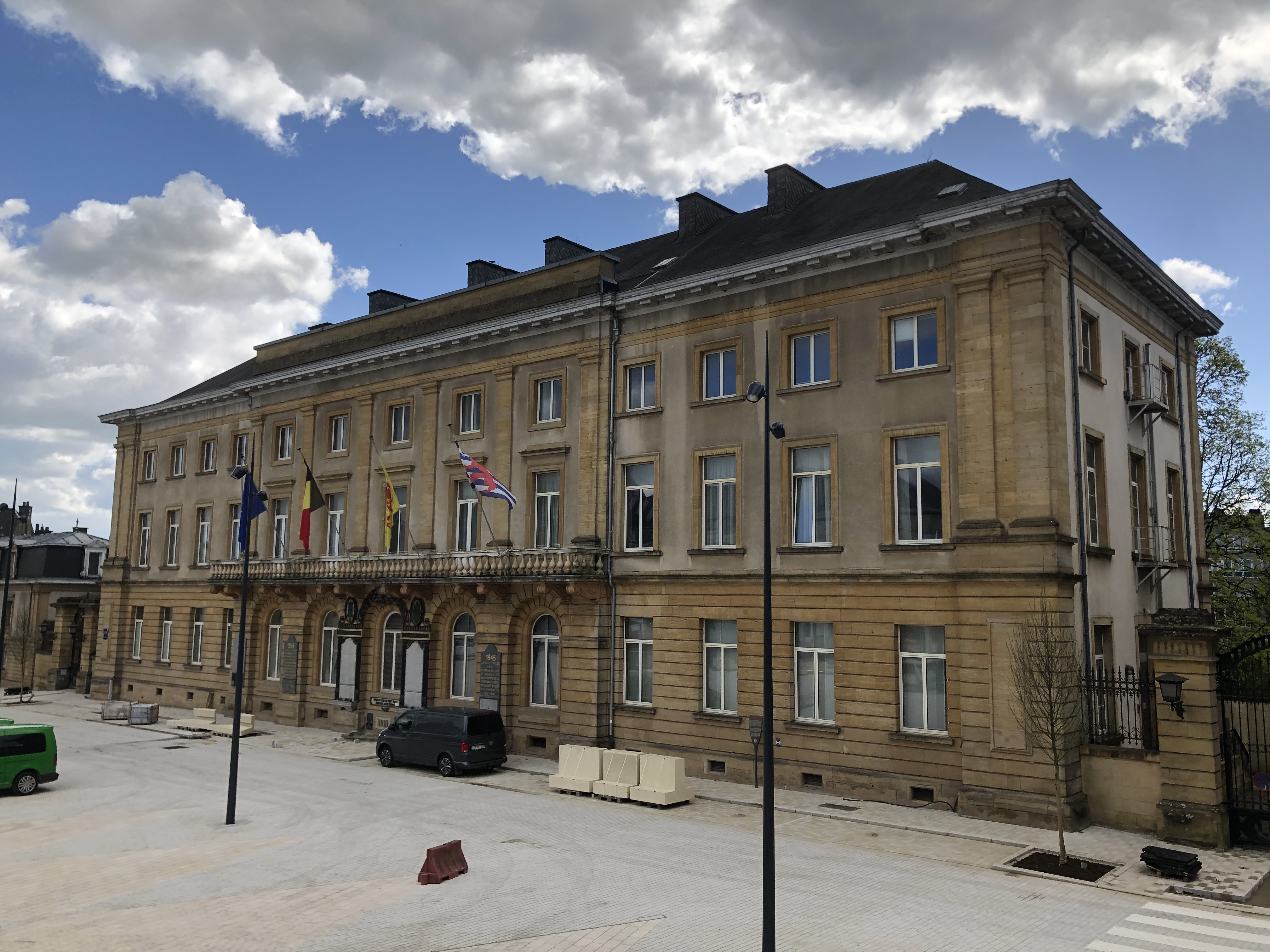
Le Palais provincial à Arlon.

Le gouverneur du Luxembourg dispose de plusieurs pouvoirs et responsabilités, notamment :
- Exécution des lois et des décrets : Le gouverneur veille à ce que les lois nationales et régionales soient appliquées dans la province de Luxembourg.
- Coordination administrative : Il coordonne les activités des différentes administrations provinciales et locales afin de garantir une gestion efficace des affaires publiques.
- Représentation de l'État : Le gouverneur représente l'État belge dans la province lors d'événements officiels et de cérémonies.
- Sécurité publique : Il est chargé de maintenir l'ordre public et la sécurité dans la province, en coopération avec les autorités locales, les forces de l'ordre et les différentes disciplines de l’urgence.
- Supervision des élections : Il supervise l'organisation des élections provinciales et communales dans sa province.
- Contrôle budgétaire : Le gouverneur contrôle l'exécution des budgets des provinces et des communes de sa province

## Liste des gouverneurs

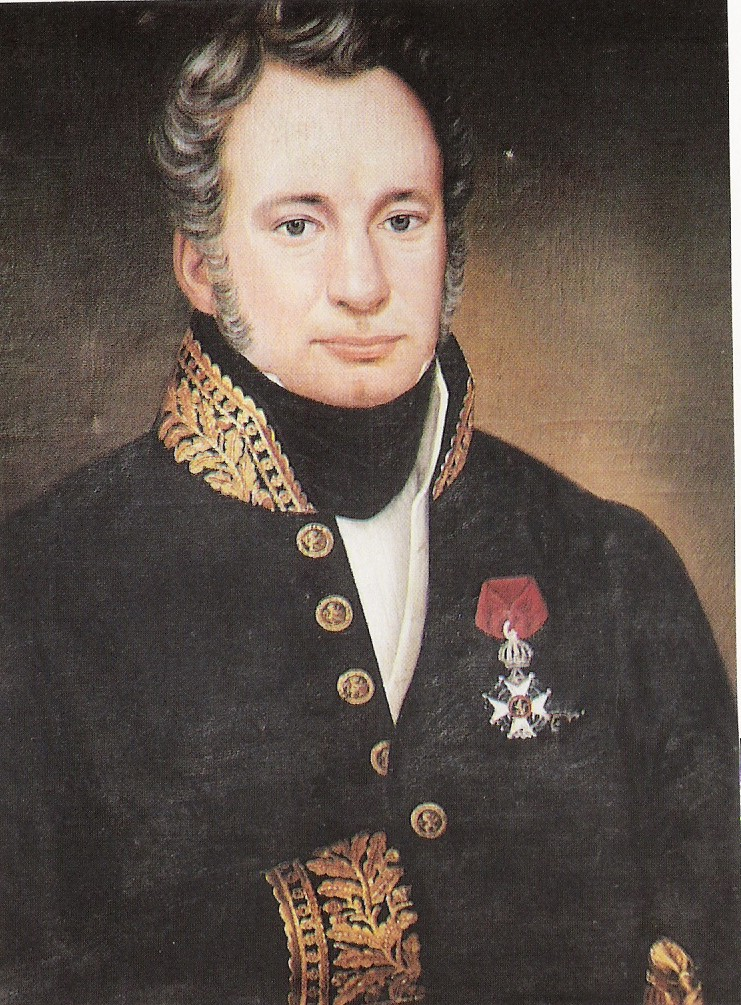
Victorin de Steenhault fut le premier gouverneur de la province de Luxembourg sous sa forme actuelle, après la scission du Grand-duché de Luxembourg.

Période suivant directement l'annexion du Grand-duché de Luxembourg à la Belgique, le 16 octobre 1830 :
- 1830–1836 : Jean-Baptiste Thorn
- 1832 (avril - novembre) : Jean-Nicolas Rossignon (par intérim)

Après la scission du Grand-duché de Luxembourg et la création de la province de Luxembourg en tant que telle par le traité des XXIV articles du 19 avril 1839 :
- 1836–1841 : Victorin de Steenhault
- 1841–1842 : Joseph de Riquet de Caraman et de Chimay
- 1842–1843 : Adolphe Dechamps
- 1843–1857 : Jean-Baptiste Smits
- 1857-1862 : François Dubois-Thorn
- 1862–1884 : Charles Vandamme
- 1884–1891 : Paul de Gerlache
- 1891–1901 : Édouard Orban de Xivry (assassiné dans l'exercice de ses fonctions au palais provincial d'Arlon)
- 1901-1902 : Pierre-Joseph Deleau
- 1902–1932 : Emmanuel de Briey
- 1932–1940 : Fernand Van den Corput

Occupation allemande de la Belgique pendant la Seconde Guerre mondiale :
- 1940–1943 : René Greindl[9]
- 1944 :Jacques Dewez[10]

Période moderne :
- 1944–1945 : Fernand Van den Corput
- 1946–1953 : Pierre Clerdent
- 1953-1961 : Octave Lohest
- 1961–1965 : Désiré Lamalle
- 1965–1976 : Maurice Brasseur
- 1976–1996 : Jacques Planchard
- 1996–2016 : Bernard Caprasse
- 2016-présent : Olivier Schmitz